# 维亚切斯拉夫·马尔哈耶夫
维亚切斯拉夫·米哈伊洛维奇·马尔哈耶夫（羅馬化：Vyacheslav Mikhaylovich Markhayev；1955年6月1日—）是一位俄罗斯政治人物，布里亚特人，第六届和第八届国家杜马代表。
2015年至2020年，他担任伊尔库茨克州联邦委员会议员，具有行政权力。他是俄罗斯联邦共产党布里亚特共和國第一书记。他曾任布里亚特共和国内政部副部长。他是联邦委员会中唯一投票反对2020年俄罗斯宪法修正案的委员，2022年俄罗斯入侵乌克兰期间，他曾对此表示反对。
俄羅斯入侵烏克蘭後维亚切斯拉夫·马尔哈耶夫被美國財政部和英國政府制裁。